# 使命と魂のリミット
『使命と魂のリミット』（しめいとたましいのリミット）は、東野圭吾の長編医療サスペンス小説。
新潮社の週刊誌『週刊新潮』に、2004年12月30日と2005年1月6日の合併号から2005年11月24日号まで掲載され、2006年12月5日に単行本が新潮社から刊行された。2010年2月25日には、角川書店から角川文庫版が発売された。
2011年にNHK『土曜ドラマスペシャル』枠でテレビドラマ化された。

## あらすじ
父の死をきっかけに、ある思いを胸に秘めて心臓外科を目指すことになった氷室夕紀。そんな中、彼女が研修医として働く大学病院に脅迫状が届く。その脅迫状は、その病院の医療ミスを暴くという内容だったが、病院側は医療ミスの存在を否定した。

## 登場人物
氷室 夕紀（ひむろ ゆうき）
帝都大学医学部を卒業して帝都大学病院の心臓血管外科で研修プログラムを受けている、心臓外科医を目指す研修医。
直井 穣治（なおい じょうじ）
電子機器メーカーのエンジニア。
ある目的を持って真瀬望に近づく。
真瀬 望（ませ のぞみ）
帝都大学病院心臓血管外科の看護師。21歳。
島原 総一郎（しまばら そういちろう）
大手自動車会社社長。
大動脈瘤の手術のために帝都大学病院に入院する。
七尾 行成（ななお ゆきなり）
警視庁の刑事。氷室健介が警部補だった時の部下。
氷室 健介（ひむろ けんすけ）
氷室夕紀の父。
元警察官で警備会社の主任だったが、夕紀が中学生の時に胸部大動脈瘤の手術中に亡くなる。
氷室 百合恵（ひむろ ゆりえ）
氷室夕紀の母。
西園陽平との再婚を考えている。
西園 陽平（にしぞの ようへい）
帝都大学病院教授。心臓血管外科医。氷室健介の担当医だった。

## 書籍情報
- 単行本：2006年12月[2]、新潮社、ISBN 978-4-10-303171-0
- 文庫本：2010年2月25日発売[1]、角川文庫、ISBN 978-4-04-371807-8

## テレビドラマ
NHKの『土曜ドラマスペシャル』枠で2011年11月5日と12日に石原さとみ主演で放送された。

### キャスト
- 氷室 夕紀 - 石原さとみ
- 直井 穣治 - 速水もこみち
- 七尾 行成 - 吹越満
- 真瀬 望 - 倉科カナ
- 元宮 誠一 - 相島一之
- 菅沼 庸子 - 山下容莉枝
- 峰岸 信子 - 小柳友貴美
- 矢部 重幸 - 松永博史
- 田村 博樹 - 近藤公園
- 林 孝介 - 松本実
- 神保 葵 - もたい陽子
- 小暮 弘美 - ぼくもとさきこ
- 森本 久美 - 飯沼千恵子
- 神原 春菜 - 長澤奈央
- 児玉警部補 - 桜井聖
- 島原 寛子 - 大沢逸美
- 笠木 政幸 - 螢雪次朗
- 坂本 純平 - 金児憲史
- 本間 和義 - 山崎一
- 神原 正雄 - 山本圭
- 中塚 芳江 - 草村礼子
- 氷室 健介 - 永島敏行
- 氷室 百合恵 - 高島礼子
- 島原 総一郎 - 中尾彬
- 西園 陽平 - 舘ひろし

### スタッフ
- 原作 - 東野圭吾
- 脚本 - 吉田紀子
- 演出 - 片岡敬司
- 音楽 - 窪田ミナ
- 制作統括 - 谷口卓敬

### 放送リスト
| タイトル | 放送日   | 視聴率 |
| -------- | -------- | ------ |
| 前編     | 11月05日 | 6.7%   |
| 後編     | 11月12日 | 7.2%   |